# João Antônio Romão
João Antônio Romão (Pindamonhangaba, 13 de junho de 1878 ou 1880 - 19 de maio de 1972) foi um regente coral e orquestral, mestre de capela, instrumentista (órgão, piano e helicon), professor e compositor paulista e brasileiro.
Dirigiu o coro da Matriz de Nossa Senhora do Bom Sucesso de Pindamonhangaba desde cerca de 1896 a cerca de 1970, e a Corporação Musical Euterpe de Pindamonhangaba desde 1903 até data incerta, também atuando no Cine Eden com a cine-orquestra da Euterpe e em outras funções musicais da cidade, deixando vários descendentes em funções musicais da cidade até o presente, entre elas o coro da Matriz.
Líder de uma prática musical característica dos séculos XVIII e XIX na cidade de Pindamonhangaba, com atuação também no repertório restaurista da primeira metade do século XX e no repertório conciliar posterior a 1965, João Antônio Romão é um dos raros exemplos de mestres de capela e regentes de coro brasileiros que tiveram contato com um repertório característico de fases tão diferentes entre si, e cujo arquivo musical foi preservado com razoável integridade.
Seu arquivo musical, rico em fontes dos séculos XVIII, XIX e XX, é importante para a compreensão da prática e produção musical nos estados de São Paulo, Minas Gerais e Rio de Janeiro (particularmente no Vale do Paraíba), encontrando-se em processo de tratamento.

## Trajetória
Filho de José Benedito Romão e Rufina da Conceição, João Antônio Romão nasceu em Pindamonhangaba, de acordo com as fontes impressas conhecidas, em 13 de junho de 1878, porém esse músico deixou um documento lavrado em cartório, no qual afirma ter nascido em 13 de junho de 1880.
Estudou música com Benedito Gomes de Araújo (pai do compositor João Gomes de Araújo), tocando órgão, piano e helicon. Residiu e trabalhou por toda vida em sua cidade natal, exibindo-se também em algumas temporadas em São Paulo, Santos (SP), Rio de Janeiro e em cidades do Vale do Paraíba. Foi o regente do coro da Igreja Matriz de Nossa Senhora do Bom Sucesso de sua cidade desde cerca de 1896 (cargo naquela época denominado mestre de capela), lá atuando - ainda que com menor frequência - até cerca de 1970. De acordo com Marcos Júlio Sergl, são conhecidas provisões suas para essa função referentes aos anos de 1899, 1900 e 1901, mas nenhuma outra nomeação para tal cargo foi localizada, apesar da continuidade do trabalho de Romão na Matriz.
Devido às suas relações com a família Araújo, especialmente o fato de ter sido aluno de Benedito Gomes de Araújo, é possível que João Antônio Romão tenha substituído, no cargo de mestre de capela da Matriz, o compositor João Gomes de Araújo que, de acordo com Marcos Júlio Sergl, havia sido provido nessa função em 1872 e 1880 (mas que partiu em 1884 para estudar em Milão, com auxílio financeiro do Imperador). Segundo reportagem de 1970, Romão iniciou o trabalho no órgão da Matriz de Pindamonhangaba em 1896, sendo nomeado organista e mestre de capela em 1906, porém os dados levantados por Marcos Júlio Sergl indicam o início oficial de sua atividade como mestre de capela em 1899.
Segundo Athayde Marcondes, João Antônio Romão venceu um concurso de “baixo” (provavelmente o helicon) no Rio de Janeiro em 1903 e lá integrou a Banda Escudero, do Circo Scarpinelli, retornando a Pindamonhangaba no mesmo ano, quando assumiu a direção da Corporação Musical Euterpe, fundada em 1825 naquela cidade, pelo maestro João Batista de Oliveira, avô do também maestro João Gomes de Araújo. Foi sucedido em data desconhecida por seu irmão José Benedito Romão (Juca Romão), que dirigiu a corporação até 1954. Foi como regente da Euterpe que teve publicada na revista O Malho (Rio de Janeiro), em 1907, sua mais antiga foto conhecida.
Além dos cargos na matriz e na Euterpe de Pindamonhangaba, João Antônio Romão trabalhou também no sistema de ensino da cidade. O jornal O Estado de S. Paulo registra um pagamento ao músico pela Secretaria do Interior em 1900, mas sem indicar para qual função, enquanto o Diário Oficial do Estado de São Paulo registra um pagamento da Secretaria do Interior em 1901 “pela afinação do piano do Grupo Escolar de Pindamonhangaba”. Em 1948, o Diário Oficial se refere a ele como professor de canto orfeônico na Escola Normal e Ginásio Estadual de Pindamonhangaba (instalado no Palacete do Visconde da Palmeira), e em 1952 o mesmo periódico registra sua aposentadoria como professor secundário (de canto orfeônico) do Colégio Estadual e Escola Normal dessa cidade.

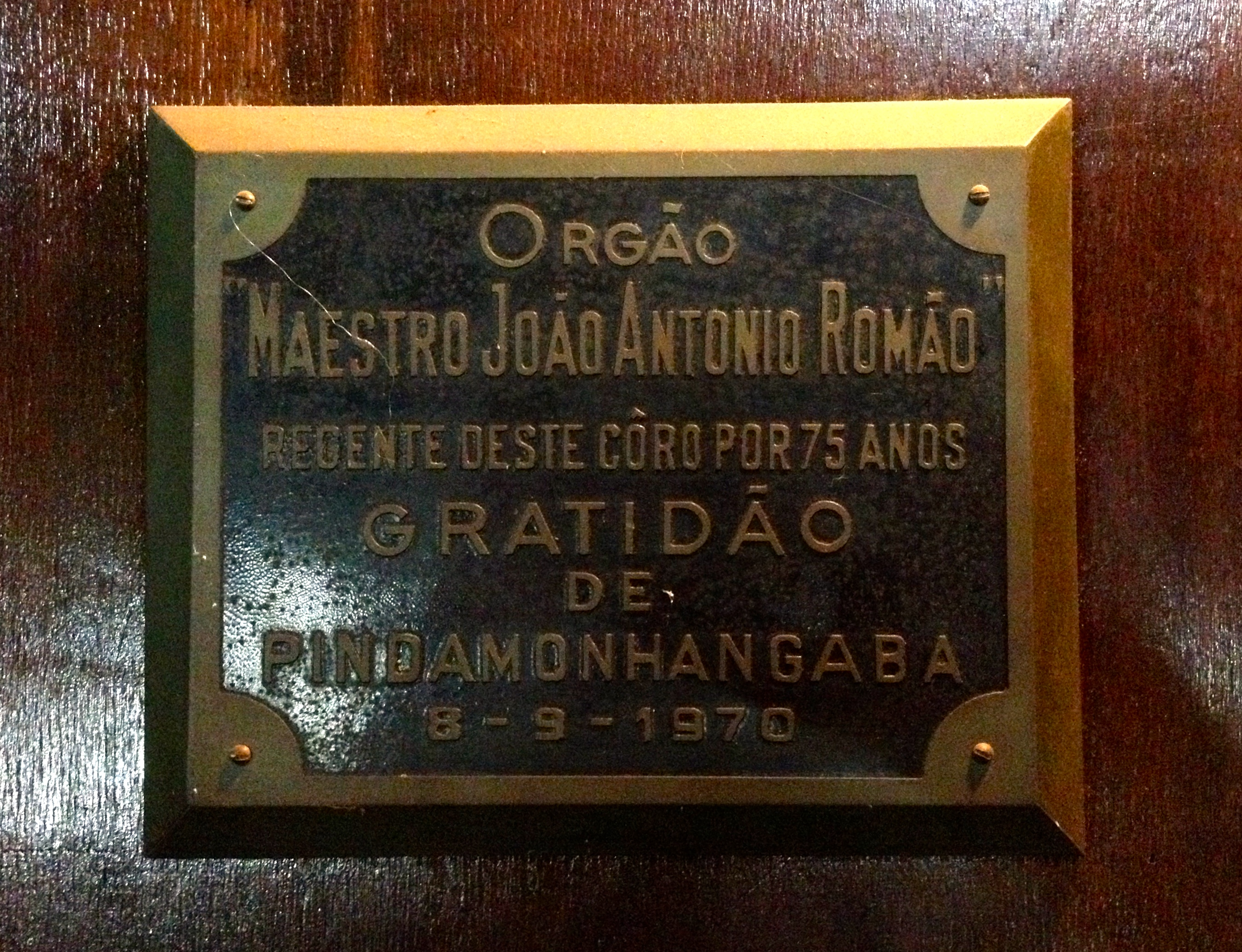
Placa de bronze afixada no órgão Weissenrieder da Matriz de Nossa Senhora do Bom Sucesso de Pindamonhangaba (inaugurado em 1962).

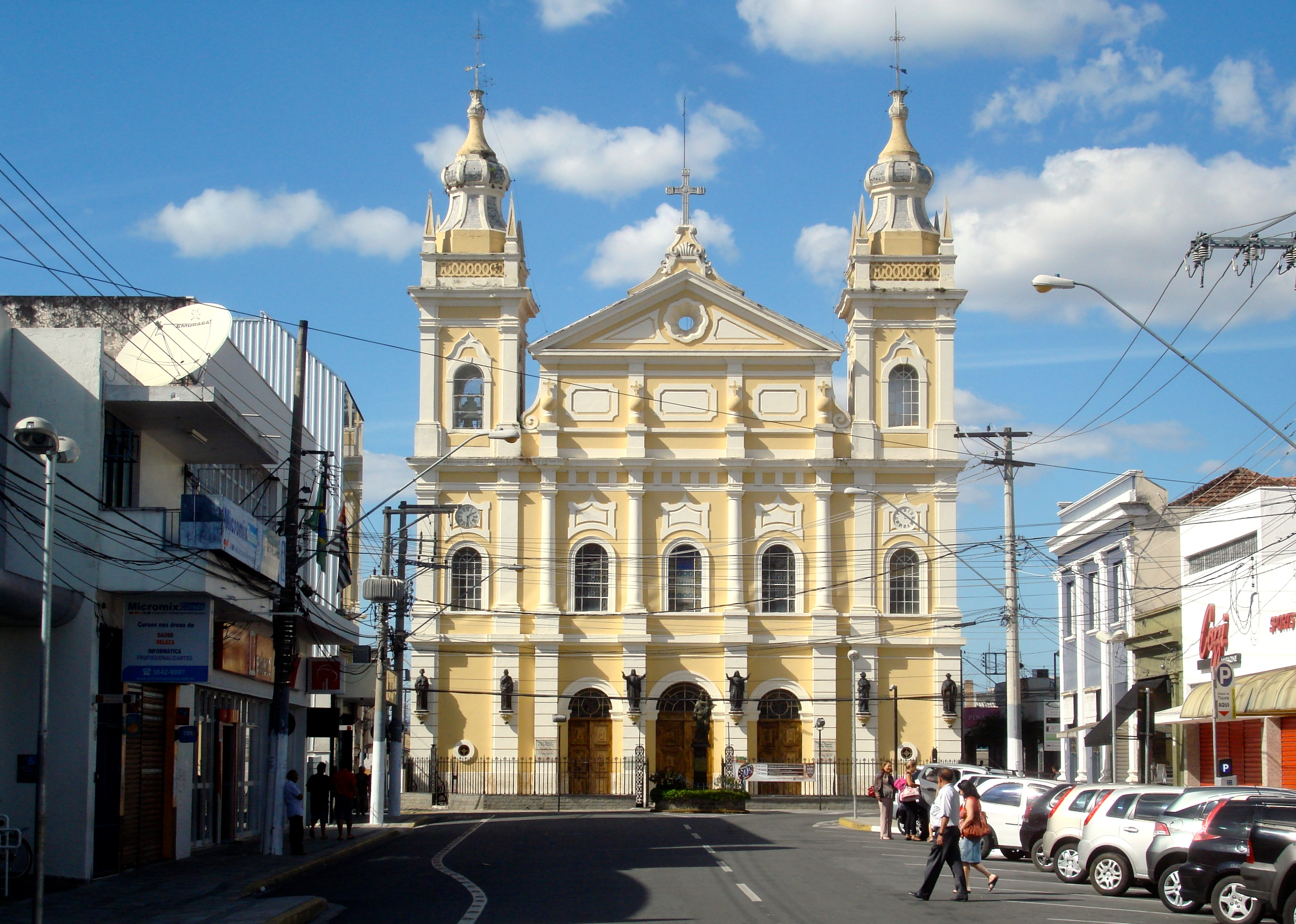
Igreja Matriz de Nossa Senhora do Bom Sucesso (Pindamonhangaba - SP)

O exercício do cargo de organista e regente do coro da Matriz de Pindamonhangaba por cerca de 75 anos é comprovado por uma placa de bronze em sua homenagem, afixada no órgão Weissenrieder (inaugurado nessa igreja em 6 de janeiro de 1964), na qual se lê: “Órgão / Maestro João Antônio Romão / regente deste coro por 75 anos / gratidão / de / Pindamonhangaba / 8-9-1970”. Embora a placa na Matriz indique o início de sua função como organista em 1895 e a reportagem (de 1970) em 1896, o trabalho de Marcos Júlio Sergl comprova sua atuação na Matriz de Pindamonhangaba somente a partir de 1899.
João Antônio Romão deixou como sucessora, no coro da Matriz, a filha e organista Maria Nazareth Romão, que já vinha trabalhando com o pai desde a década de 1930. Integrantes da família Romão prosseguem trabalhando no coro da Matriz de Pindamonhangaba até o presente.

## Homenagens
A primeira homenagem recebida por João Antônio Romão ocorreu em 21 de maio de 1903, "quando o povo o condecorou com uma medalha de ouro" e "uma batuta com relevos de prata", objetos que aparecem na foto de 1907 (na infocaixa deste artigo) e posteriormente extraviados. Essa homenagem provavelmente foi decorrente do concurso que Romão venceu no Rio de Janeiro no mesmo ano, quando recebeu o título de "Rei do Baixo". Também em sua homenagem foi criado o Orfeão João Antônio Romão, da Escola Normal “João Gomes de Araújo”, que apresentou-se em Pindamonhangaba e cidades vizinhas, nas décadas de 1950 e 1960, que, pela Lei Ordinária nº 373 do município de Pindamonhangaba, de 31 de dezembro de 1957, passou a receber auxílio da Prefeitura desse município. Também tiveram caráter de homenagem as duas reportagens publicadas no jornal A Tribuna do Norte (Pindamonhangaba) em 1960, 1970 e a notícia do seu falecimento em 1972. A placa de bronze afixada ao órgão da matriz em 1970 talvez tenha sido a última homenagem recebida em vida, mas em função da longevidade e significado do seu trabalho na cidade natal, além do seu reconhecimento no Rio de Janeiro e em São Paulo, a Assembleia Legislativa do Estado de São Paulo emitiu, em 8 de junho de 1972, um voto de pesar pelo seu falecimento. Em 1985 o então deputado estadual Geraldo Alkmin o incluiu como um dos integrantes da Euterpe de Pindamonhangaba, quando de uma homenagem a essa corporação.

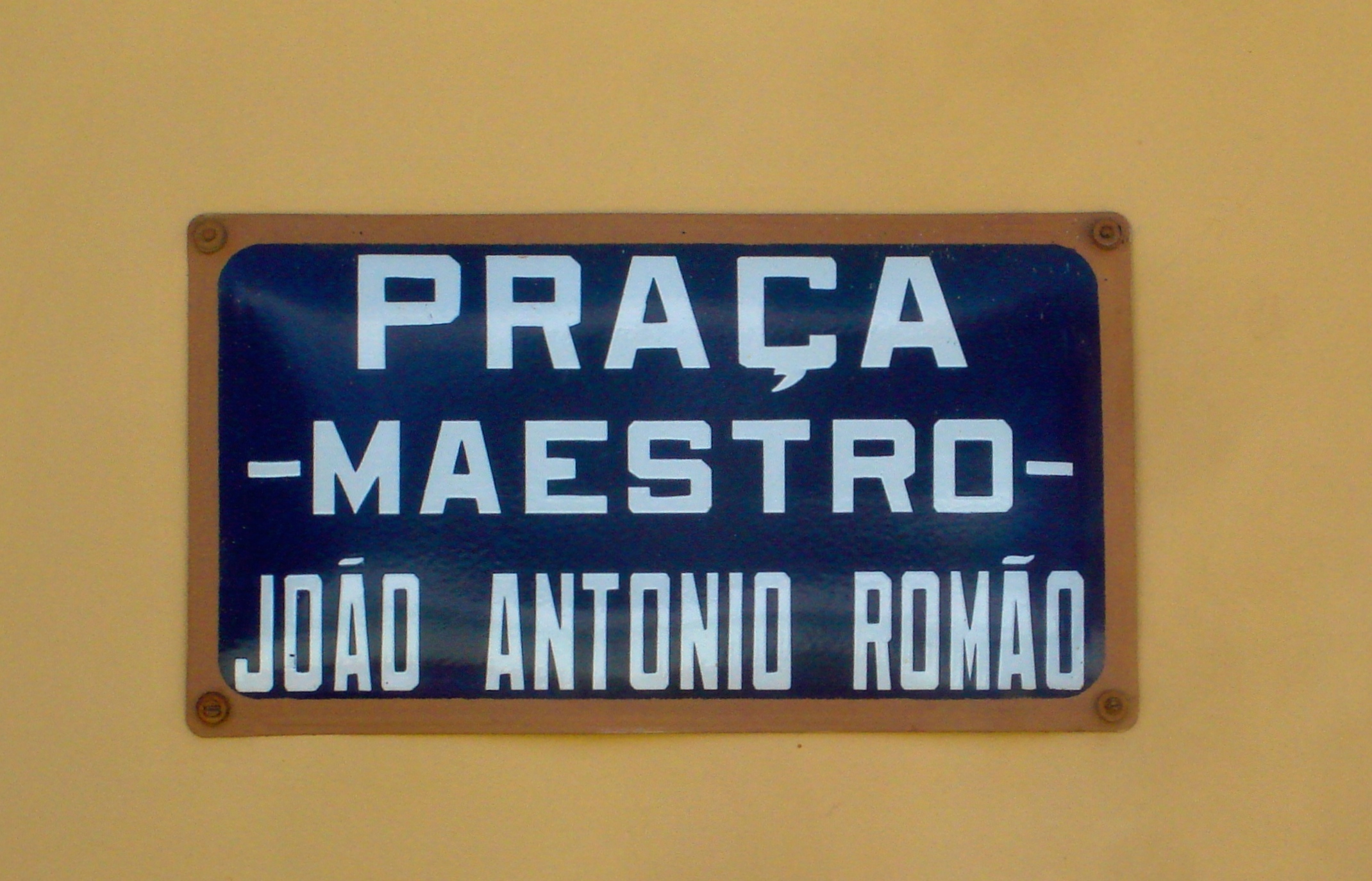
Placa indicativa da Praça Maestro João Antônio Romão, no Jardim Santa Cecília (Pindamonhangaba - SP).

O músico também foi homenageado na Praça Maestro João Antônio Romão, área central do Jardim Santa Cecília de Pindamonhangaba - entre a Avenida Professor Manoel César Ribeiro, a Rodovia Amador Bueno da Veiga (em um dos trechos nomeada como Avenida Doutor Raul Nélson Guaragna) e a Rodovia Vereador Abel Fabrício Dias (SP-062), antiga Estrada Rio-São Paulo - na qual foi instalada a Escola Pública Estadual Professora Iolanda Vellutini (inaugurada em 1987).

## Composições
João Antônio Romão compôs algumas peças sacras (em processo de identificação) e gravou em 1910, para a Casa Faulhaber do Rio de Janeiro (com o próprio autor no solo de helicon), a polca Zezé, de sua autoria, composta em homenagem à sua esposa Maria José Romão (02/04/1882 - 18/10/1971), sendo essa sua única obra gravada até o presente. Existem registros de um relançamento da polca Zezé em 14 de janeiro de 1914, pelo selo Favorite Records (matriz 1-454011), mas trata-se provavelmente de uma reimpressão da gravação de 1910. Essa gravação foi incluida na coletânea Memórias musicais (Rio de Janeiro: Biscoito Fino, 2002, cd 3, faixa 10), com as seguintes observações: "Sobre João Antônio, autor da polca Zezé, quase nada se pôde apurar, por absoluta falta de registros e bibliografia a seu respeito. Trata-se sem dúvida de um virtuose do bombardão, instrumento da família da tuba e de difícil execução. Vale destacar os ditos chistosos, frases de caráter humorísticos proferidas durante a execução da música e a exclamação dita por alguém no final da gravação, louvando o fôlego do solista." Em 2016, a Polca Zezé foi incluída no espetáculo "Os Metais no Choro", na Casa do Choro do Rio de Janeiro em 13 de dezembro de 2016, gravado em vídeo.

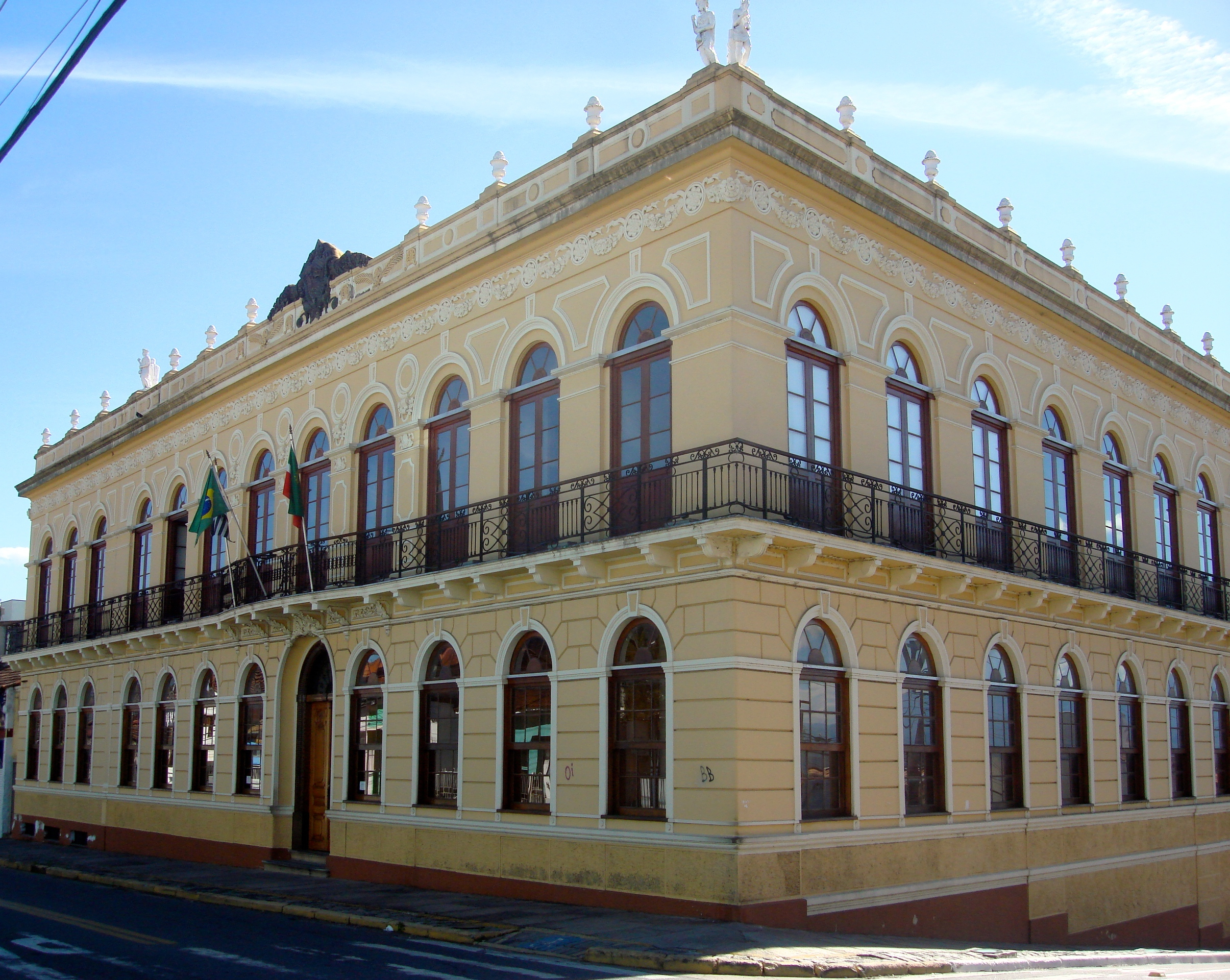
Palacete do Visconde da Palmeira, sede do Museu Histórico e Pedagógico Dom Pedro I e Imperatriz Leopoldina (Pindamonhangaba - SP)

## Arquivo musical de João Antônio Romão
O arquivo musical de João Antônio Romão, principalmente constituído de música sacra, música para banda, música para cine-orquestra, música para piano e canções, foi recolhido, pouco tempo após o seu falecimento, no Museu Histórico e Pedagógico Dom Pedro I e Imperatriz Leopoldina de Pindamonhangaba, inaugurado em 1972 no Palacete do Visconde da Palmeira. No museu, o arquivo teve sua seção de música sacra  parcialmente organizada e disponibilizada à pesquisa em 1974, porém foi devolvido à família no final dessa década após o fechamento do museu para reformas, e dado como perdido no início do século XXI. De acordo com Luiz Ellmerich, o acervo chegou a ser consultado em 1975 por Cleofe Person de Mattos, Geraldo Dutra de Morais e George Olivier Toni, este último responsável pela microfilmagem de algumas fontes do arquivo (naquele mesmo ano), em um rolo de microfilmes hoje recolhido ao Instituto de Estudos Brasileiros da Universidade de São Paulo. Após quatro décadas, por intermediação de Paulo Castagna e Marcelo Romão (sobrinho-neto do compositor), o arquivo Romão voltou a ser organizado e encontra-se desde 2014 em tratamento pelo Laboratório de Conservação, Arquivologia e Edição Musical do Instituto de Artes da UNESP, com vistas ao seu recolhimento ao Arquivo Histórico Municipal de Pindamonhangaba em 2020, quando será celebrado o aniversário de 140 anos de nascimento de João Antônio Romão (de acordo com a versão do nascimento em 1880).

## Áudios
- 1910: Polca Zezé, de João Antônio Romão, para helicon solo e banda de sopros.[25]

## Vídeos
- «2016: Polca Zezé de João Antônio Romão em "Os Metais no Choro", show realizado na Casa do Choro (Rio de Janeiro) no dia 13 de dezembro de 2016»

## Principais referências sobre João Antônio Romão
- CAMPOS, Antônio. Reencontrado acervo musical em Pindamonhangaba: de como um artigo publicado no movimento.com há onze anos desencadeou a investigação que terminou com o reencontro de acervo musical histórico em Pindamonhangaba, SP. Movimento.com, Rio de Janeiro, fev. 2015. Disponível em: http://www.movimento.com/2015/02/reencontrado-acervo-musical-em-pindamonhangaba/. Acesso: 09/07/2015.
- CASTAGNA, Paulo. O desaparecimento do mais antigo arquivo musical de Pindamonhangaba. O Lince, Aparecida, Nova Fase, ano 8, n.56, p.8, mar./abr. 2014. Disponível em: http://www.jornalolince.com.br/2014/abr/memoria/5605-o-desaparecimento-do-mais-antigo-arquivo-musical-de-pindamonhangaba/. Acesso: 09/07/2015.
- __________. O reencontro do arquivo musical de João Antônio Romão, em Pindamonhangaba-SP. O Lince, Aparecida, Nova Fase, ano 8, n.60, p.19, nov./dez. 2014. Download: https://archive.org/details/ReencontroArquivoRomao/. Acesso: 09/07/2015.
- ELLMERICH, Luiz. Músicas inéditas brasileiras descobertas em Pindamonhangaba. Diário de S. Paulo, São Paulo, ano 47, n.14.212, p.23, 5 ago. 1975. Disponível em: Músicas inéditas brasileiras descobertas em Pindamonhangaba. Acesso: 09/07/2015.
- JOÃO ANTÔNIO ROMÃO: regente, mestre da capela e compositor. A Tribuna do Norte, Pindamonhangaba, ano 134, n.8.565, p.6, 15 jul. 2015. Disponível em:  http://jornaltribunadonorte.net/pdf/8565.pdf. Acesso: 14/12/2017.
- JORECA. Sinfonia de aplausos. Sete dias, Pindamonhangaba, ano 13, n.612, p.4, coluna Sociais, 12 jun. 1960.
- MAESTRO João Antônio Romão (I). Tribuna do Norte, Pindamonhangaba, ano 90, n.4.610, p.4, 17 jun. 1972.
- UM MAESTRO batuta. Tribuna do Norte, Pindamonhangaba, ano 89, n.4.520, p.1, 30 ago. 1970.
- MANIFESTAÇÃO de pesar na Assembleia Legislativa, pelo falecimento do Maestro João Antônio Romão. Tribuna do Norte, Pindamonhangaba, ano 90, n.4.610, p.5, 17 jun. 1972.
- MARCONDES, Athayde. Pindamonhangaba através de dois e meio séculos: 1672-1922. São Paulo: Typ. Paulista, 1922. (biografia de João Antônio Romão à p.248)
- MEMÓRIAS musicais: Casa Edison; organização Kati Ameida Braga e Olívia Hime. Rio de Janeiro: Biscoito Fino, 2002. 31p. + 15 cds. Código de barras: 7-898324-756016
- MORREU o Maestro João Antônio Romão. Tribuna do Norte, Pindamonhangaba, ano 90, n.4.607, p.1, 27 mai. 1972.
- [ROMÃO], João Antônio. Zezé (polca). In: MEMÓRIAS musicais: Casa Edison; organização Kati Ameida Braga e Olívia Hime. Rio de Janeiro: Biscoito Fino, 2002. cd 3, faixa 10. Disponível em: https://archive.org/details/PolcaZeze/. Acesso: 09/07/2015.
- SERGL, Marcos Júlio. Pesquisa: Arquivo da Cúria Metropolitana de São Paulo: Livro de Paróquias (1880-1905). Integração: ensino, pesquisa, extensão, São Paulo, ano 4, nº 14, ago. 1998, p.199-202. ISSN 1413-6147. Disponível em: ftp://ftp.usjt.br/pub/revint/199_14.ZIP/. Acesso: 09/07/2015.